# Anatoli Lariukov
Anatoli Lariukov (n. 28 octombrie 1970, Arhonskaia⁠(d), RSFS Rusă, URSS) este un judocan ce a reprezentat Belarus, medaliat olimpic. A participat la două ediții ale Jocurilor Olimpice (2000, 2004) în care a câștigat o medalie de bronz.